# Monoècia

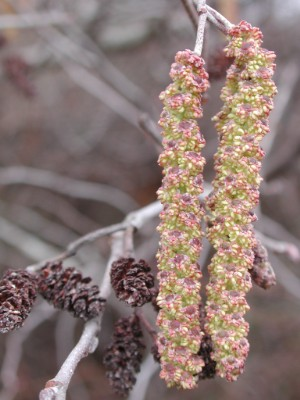
El vern és una planta monoica. A la dreta es mostren aments masculins madurs i a l'esquerra les inflorescències femenines de l'any anterior

La monoècia (del grec: 'una sola casa') és la disposició dels òrgans de reproducció de les plantes en llocs separats, però en el mateix peu de l'individu. Una espècie de planta és monoica quan té les flors unisexuals -que són només masculines (amb estams) o només femenines (amb pistils)- i aquestes estan situades en parts diferents d'una mateixa planta (un mateix individu).
Es creu que totes les angiospermes provenen per evolució d'un sol ancestre comú amb flors hermafrodites i, per tant, tant la monoècia com, sobretot, la dioècia seria un canvi evolutiu. Malgrat això, el 70% de les plantes actuals són hermafrodites. En les plantes monoiques, hi acostuma a haver diferents mecanismes per a impedir la fecundació amb el pol·len del mateix peu; entre aquests, destaca la no-coincidència en la maduració de les parts masculines i femenines. En les cucurbitàcies, les flors masculines apareixen primer i les femenines molt de temps després i en ramificacions d'ordre més avançat.
Com a alternativa a la monoècia, les espècies de plantes poden ser dioiques (flors unisexuals en individus diferents) o bé hermafrodites (flors completes amb estams i pistils).